# Gholam Ali
Gholam Ali (3 de setembro de 1974) é um ex-futebolista profissional emiratense, que atuava como meia.

## Carreira
Gholam Ali se profissionalizou no	Al Wasl FC.

## Seleção
Gholam Ali integrou a Seleção Emiratense de Futebol na Copa das Confederações de 1997.

## Títulos
Emirados Árabes Unidos
- Copa da Ásia de 1996: 2º Lugar